# Rachid Tiberkanine
Rachid Tiberkanine (arabisch رشيد تيبركانين; * 28. März 1985 in Antwerpen, Belgien) ist ein marokkanisch-belgischer Fußballspieler. Tiberkanine spielt momentan in den Vereinigten Arabischen Emiraten.

## Karriere

### Im Verein
Tiberkanine begann seine Karriere bei RFC Lüttich in Belgien, später wechselte er zu JS Pierreuse. 2005 kam er dann in die Reservemannschaft von Ajax Amsterdam. Weil er aber nie einen Profieinsatz bestritt, wechselte er schon 2006 nach Deutschland zu Bayer 04 Leverkusen. Bei Leverkusen kam er auf 25 Regionalligaspiele und schoss dabei drei Tore. Da sein Vertrag aber nicht verlängert wurde, ging er 2007 zum FC Daugava Daugavpils nach Lettland. Dort bestritt er 19 Spiele und schoss drei Tore. Im Sommer 2008 wechselte er zu Lewski Sofia. Dort machte er in der Saison 2008/09 14 Spiele, in denen er drei Tore schoss und mit Lewski bulgarischer Meister wurde. Anschließend gewann er noch den Supercup gegen Litex Lowetsch, ehe er nach Dubai verliehen wurde. Nach Ende der Ausleihe blieb er in den Vereinigten Arabischen Emiraten, wo er bis heute aktiv ist.

### In der Nationalmannschaft
Tiberkanine durchlief zunächst diverse belgische U-Nationalmannschaften, entschied sich aber dann für Marokko zu spielen. Mit der U-20-Nationalmannschaft von Marokko nahm er wenig später an der Junioren-Fußballweltmeisterschaft 2005 in den Niederlanden teil und wurde dort vierter hinter Brasilien. Danach kam er für keine weitere Auswahl zum Einsatz.